# Samuel Fröler
Samuel Fröler est un acteur suédois, né à Madesjö (commune de Nybro) le 24 mars 1957.

## Biographie
Samuel Fröler est né à Madesjö dans le comté de Kalmar en Suède. Il apparaît dans la série télévisée Tre Kärlekar en 1989 puis tient un rôle dans le soap opera Skärgårdsdoktorn et dans plusieurs films, notamment Les Meilleures Intentions qui remporte la palme d'or au festival de Cannes en 1992. Aux 28e Guldbagge Awards, il est nommé dans la catégorie Meilleur acteur pour son rôle dans ce film.
Également doubleur, il a fait la voix du personnage de Shrek dans Shrek 2. Il apparaît également dans le film américain Octane en 2003 et joue l'un des premiers jours du film Pure en 2010.

## Filmographie
- 1989 : Tre kärlekar  (TV) : Gösta Nilsson
- 1991 : Les Meilleures Intentions (TV) : Henrik Bergman
- 1991 : Snöriket
- 1992 : Blueprint (TV) : Tom Lager
- 1994 : Fallet Paragon (TV) : Kristoffer Kruse
- 1995 : Sommaren : Mikael
- 1996 :  Gåten Knut Hamsun (TV) : August Strindberg
- 1996 : Entretiens privés ( Téléfilm)) : Henrik
- 1997 : Skärgårdsdoktorn (TV) : Johan Steen
- 1997 : En doft av paradiset (TV)) : Nils von Ekelöw
- 1997 : En frusen dröm
- 1997 : Fifi Brindacier (film) : M. Settergren
- 1997 : Närkontak  : Rolf
- 2016 : Nobel (Nobel – fred for enhver pris) (TV) de Per-Olav Sørensen : Gunnar Riiser
- 2017 :  Missing (TV) : Dan Berglund